# 論理的帰結
論理的帰結（ろんりてききけつ、伴意、英: logical consequence, entailment）は、論理学における最も基本的な概念であり、複数の文（または命題）の集合と1つの文（命題）の間が「～だから、当然～」という繋がり方をする関係を指す。例えば、「カーミットは緑色だ」という文は、「全てのカエルは緑色だ」と「カーミットはカエルだ」の論理的帰結である。
このような論理的帰結の確かさは、前提が真かどうか、および完全かどうかに依存する。この前提は全てのカエルが緑色でない場合は真ではないことになる。演繹による推論や論理的帰結は認識論の重要な面であり、因果に関する一般的仮説を伝達する意味を持つ。
形式的な論理的帰結関係はモデル理論的なものと証明論的なもの（あるいは両方）がある。
論理的帰結は、文の集合から文の集合への関数としても表現できる（タルスキ風の定式化）し、2つの文の集合の間の関係としても表現できる（multiple-conclusion logic）。

## 記述
ここでは、論理的帰結の典型的な記述について述べる。
Γ は任意の前提の集合、A は任意の結論とする。Γ/A は Γ を前提、A を結論とする論理的主張（Logical argument）である。Γ {\displaystyle \vDash }A は、A が Γ の論理的帰結であることを意味する。

### 様相的記述
論理的帰結の様相的記述は以下のような考え方に基づいている。
- Γ {\displaystyle \vDash }A とは、Γ の全要素が真であるとき、A が真であることは「必然的; necessary」であることを意味する。

あるいは（言い換えれば）、
- Γ {\displaystyle \vDash }A とは、Γ の全要素が真であるとき、A が偽であることは「あり得ない; impossible」であることを意味する。

このような記述が「様相的（modal）」であるというのは、様相論理学的な可能性と必然性を主張しているためである。必然性は可能世界論における全称量化子と理解でき、以下のように言い換えることができる。
- Γ {\displaystyle \vDash }A とは、Γ の全要素が真であるとき、A が偽であるような可能世界は存在しないことを意味する。

冒頭に例としてあげた以下の記述について様相的記述を考える。
```
全てのカエルは緑色だ。
カーミットはカエルだ。
従って、カーミットは緑色だ。
```

ここで、「全てのカエルが緑色」であり、「カーミットがカエル」であり、「カーミットが緑色でない」という可能世界を想像することはできない。従って、この結論はこれらの前提の論理的帰結であると言える。

### 形式的記述
論理的帰結の形式的記述は以下のような考え方に基づいている。
- Γ {\displaystyle \vDash }A とは、Γ/A と同じ論理形式を持つ主張の前提が真で結論が偽となることがないことを意味する。

ここから以下の2つが派生する。
1. Γ {\displaystyle \vDash }A とは、Γ/A の中の論理的でない語句を一様に置換しても、前提が真で結論が偽となることがないことを意味する。
2. Γ {\displaystyle \vDash }A とは、Γ/A の中の論理的でない語句を翻訳しても、前提が真で結論が偽となることがないことを意味する。

ここで、再度以下の主張を考える。
```
全てのカエルは緑色だ。
カーミットはカエルだ。
従って、カーミットは緑色だ。
```

形式的記述 (1) によれば、この主張の中の論理的でない語句（カエル、緑色、カーミット）を一様に置換しても結論は前提の論理的帰結のままであり、前提が真で結論が偽とならない。例として以下のようなものがある。
```
全ての
高層ビル
は高い。

エンパイア・ステート・ビル
は高層ビルである。
従って、エンパイア・ステート・ビルは高い。
```

```
全ての
長方形
は
平行四辺形
である。
全ての
正方形
は長方形である。
従って、正方形は平行四辺形である。
```

```
全ての
物体
には
質量
がある。

コーヒー
テーブル
は物体である。
従って、コーヒーテーブルには質量がある。
```

```
全ての
鳥
には
羽毛
がある。

ペンギン
は鳥である。
従って、ペンギンには羽毛がある。
```

この形式の主張はいくらでも作れるが、前提が真で結論が偽となるような例は出てこない。つまり、この主張はその論理的形式が本質的に演繹的妥当性を持つのであり、その特徴を以下のようなテンプレートとして抽出できる（ここで、F、G、a は意味のないプレースホルダーである）。
```
全ての 
F
 は 
G
 である。

a
 は 
F
 である。
従って、
a
 は 
G
 である。
```

形式的記述 (2) も同じことを別の言い方（翻訳）をしているだけである。例えば、「カエル」を「配管工」、「緑色」を「内気」、「カーミット」を「マドンナ (歌手)」に翻訳してみよう。すると、前提が偽となり（全ての配管工が内気ではないし、マドンナは配管工ではない）、結論も偽となる（マドンナは内気ではない）。ほかにも様々な翻訳が考えられるが、前提が真で結論が偽となるような翻訳は見つからない。

### 様相的形式的記述
論理的帰結の様相的形式的記述は様相的記述と形式的記述を組み合わせたもので、以下のような考え方に基づく。
- Γ {\displaystyle \vDash }A とは、Γ/A と同じ論理的形式の主張が、真の前提と偽の結論となることがあり得ないことを意味する。

論理的帰結の直観的理解として、様相的な面と形式的な面がある。

### 根拠に基づく記述
これまでの記述は「真理保持的; truth-preservational」であり、よい演繹の特性として、真の前提から真でない結論は導かれないと見なしている。これとは別に「根拠保持的; warrant-preservational」な記述もあり、よい演繹の特性は、正当に断言可能な前提から正当に断言できない結論は導かれないとする。これは大まかに言えば直観主義に相当する。

## 非単調論理
これまで述べた記述は全て単調な帰結関係を前提とする。すなわち、A が Γ の帰結であるとき、A は Γ の任意の上位集合の帰結である。非単調な帰結関係がどのようなものかを示す。「トゥイーティーは飛べる」は、以下の前提の論理的帰結である。
{鳥は一般に飛べる, トゥイーティーは鳥だ}
しかし、以下の前提では論理的帰結とはならない。
{鳥は一般に飛べる, トゥイーティーは鳥だ, トゥイーティーはペンギンだ}.